# Droga wojewódzka 201
Die Droga wojewódzka 201 (DW 201) ist eine Woiwodschaftsstraße in Polen, die die Dörfer Gwda Mała (Klein Küdde) bei Szczecinek und Barkowo (Barkenfelde) bei Debrzno (Preußisch Friedland) verbindet. Die Gesamtlänge beträgt 30 Kilometer. 
Die Straße führt durch zwei Woiwodschaften: Westpommern, Pommern  und deren zwei Kreise: Szczecinek und Człuchów. 
Die DW 201 stellt ein wesentliches Bindeglied zwischen den polnischen Landesstraßen DK 20 (Stargard (Stargard in Pommern) – Gdynia (Gdingen)) (bei Gwda Mała (Klein Küdde), hier an der Trasse der ehemaligen deutschen Reichsstraße 158 Berlin – Lauenburg (Pommern)) und der DK 22 Kostrzyn nad Odrą (Küstrin) – Grzechotki/Russland (bei Barkowo (Barkenfelde), hier an der Trasse der ehemaligen Reichsstraße 1 Berlin – Königsberg (Preußen) – Eydtkuhnen) dar.

## Streckenverlauf
Woiwodschaft Westpommern:
Powiat Szczecinecki (Kreis Neustettin):
- Gwda Mała (Klein Küdde) (→ DW 20)

X Polnische Staatsbahn (PKP)-Linie 405: Piła (Schneidemühl) – Ustka (Stolpmünde) X
Woiwodschaft Pommern:
Powiat Człuchowski (Kreis Schlochau):
~ Czernica (Zahne) ~
- Czarne (Hammerstein) (→ DW 202)
- Wyczechy (Geglenfelde)
- Raciniewo (Ruthenberg)

X PKP-Linie 210 Chojnice (Konitz) – Runowo Pomorskie (Ruhnow) X
- Bińcze (Bärenwalde)
- Barkowo (Barkenfelde) (→ DK 22)

## Quelle
- Zarządzenie Nr 74 Generalnego Dyrektora Dróg Krajowych i Autostrad z dnia 2 grudnia 2008 r.